# Maria do Relento
Maria do Relento é uma banda de rock brasileira, formada em 1994, em Porto Alegre.

## História
A Maria do Relento foi formada em 1994, na cidade de Porto Alegre, no Rio Grande do Sul, a partir da extinção da banda Qual?. A banda estreou nos palcos abrindo o primeiro de muitos shows da banda Raimundos no Bar Opinião, na capital gaúcha. Com o sucesso da parceria, a Maria do Relento excursionou com os "primos" de Brasília por diversas cidades do interior do Estado do Rio Grande do Sul. Em menos de 1 ano, empilharam 4 músicas na grade de programação da extinta rádio Ipanema FM, de Porto Alegre/RS e enfileiraram dezenas de shows pelo interior dos Estados do Rio Grande do Sul e de Santa Catarina. Em 1995, a Maria do Relento foi escolhida pelo produtor Carlos Eduardo Miranda  para o debute do selo Excelente Discos, parceria do produtor com os músicos Branco Mello, Sergio Britto e Charles Gavin, do Titãs. Em 1996, a Excelente Disco lançou o primeiro álbum da Maria do Relento, que levou o mesmo nome da banda. Distribuído pela major Polygram do Brasil, o álbum levou a Maria do Relento a patamares maiores, como apresentações no Estados do Paraná, de São Paulo e do Rio Janeiro, participação em grandes festivais como o Skol Rock, em Blumenau/SC, e o primeiro Planeta Atlântida, em Atlântida/RS, além de aparições em diversos programas populares da TV brasileira, como o Jô Soares Onze e Meia, apresentado por Jô Soares, e Programa Livre, apresentado por Serginho Groisman, ambos veiculados pelo SBT. De lá pra cá, a Maria do Relento se mantem na ativa com um público sempre fiel, 6 álbuns lançados, participação em diversas coletâneas e uma coleção de hits que empolgam o público em cada apresentação.

## Formação

### Formação atual
- Peppe Joe - vocal (1994-hoje)
- Felipe Chagas - guitarra (2022-hoje)
- Kako Kanidia - baixo (1994-2007, 2020-hoje)
- Jazzner Messa - bateria (1994-hoje)

### Ex-integrantes
- Nino Lee - backing vocal (1994-2003)
- Ricardo Pêdo - baixo (1994-2021)
- Guilherme Barros - guitarra solo (2004-2015)
- Luciano Loira - guitarra (1994-2003, 2012-2021)
- Edu Olliveira - guitarra (2021-2024)

## Discografia
| Ano  | Álbum                 | Gravadora        |
| ---- | --------------------- | ---------------- |
| 1995 | Maria do Relento      | Excelente Discos |
| 2000 | Movido a Gás          | Antídoto         |
| 2001 | Histórias para Contar | Antídoto         |
| 2003 | Operação Tocaia       | Antídoto         |
| 2005 | Terapia Kamikaze      | Antídoto         |
| 2007 | Sobras                | Independente     |

## Singles
- Ainda Estou Aqui (2021)
- Ter Mais Uma Chance (2021)
- Meu Lugar (2021)
- Um Tempo (2021)
- Amor Crazy (2022)
- Farofada Rock N' Roll (2022)
- O Morro Da Congonha (2022)
- Vá Pra Nova York feat. Fabricio Beck (2022)
- Meio Devagar feat. Egypcio (2023)
- Náufrago feat. Nego Joe (2024)
- Fevereiro (2024)
- Inverno (2024)

## Maiores sucessos
- Ritmo de Festa
- É Fácil Dizer Adeus
- Zero a Zero - cover de Mniej niż zero, da banda polonesa Lady Pank
- O Vagabundo
- Conhece o Mário?
- Fevereiro
- Meio Devagar
- Beep Beep
- Nem Todo Dia é Igual
- Náufrago
- Corcel 72
- Quando o Sol Entrar